# Павлодар (Жердевский район)
Павлода́р — село в Жердевском районе Тамбовской области России. Входит в состав Алексеевского сельсовета.

## География
Село находится на берегу реки Осиновка (верхнем правом притоке Савалы), на расстоянии 24 км к северу от города Жердевка, административного центра района, и 80 км по прямой к югу от города Тамбов, административного центра района.

### Часовой пояс
Село Павлодар, как и вся Тамбовская область, находится в часовой зоне МСК (московское время). Смещение применяемого времени относительно UTC составляет +3:00.

## История
До 2013 года село являлось административным центром Павлодарского сельсовета, упразднённого в пользу Алексеевского сельсовета.

## Население
| 2002 | 2010 |
| ---- | ---- |
| 430  | ↘385 |

### Национальный состав
Согласно результатам переписи 2002 года, в национальной структуре населения русские составляли 96 % из 430 чел.